# Eva Puskarčíková
Eva Puskarčíková, född 3 januari 1991, är en tjeckisk skidskytt. Hennes första individuella pallplats i världscupen kom i jaktstart den 10 december 2016 i Pokljuka, Slovenien.
Puskarčíková deltog vid olympiska vinterspelen 2014.